# چلکاش
چلکاش رمان کوتاهی از ماکسیم گورکی، نویسندهٔ اهل روسیه است. این داستان به همراه چند داستان دیگر در کتابی به همین نام با ترجمه کاظم انصاری در ایران منتشر شده است.